# Yuvajana Sramika Rythu Congress Party
Yuvajana Sramika Rythu Congress Party o YSR Congress Party (telugu: వై యస్ ఆర్ కాంగ్రెస్ పార traduït: Youth, Labour and Peasant Congress Party) és un partit polític regional d'Andhra Pradesh a l'Índia, fundat per Siva Kumar el 2009 i dirigit des de 2011 per Y.S. Jaganmohan Reddy (conegut com a Jagan), fill de l'ex-primer ministre de l'estat Y. S. Rajasekhara Reddy (conegut com a YSR). Precisament el nom abreujat del partit recull les seves inicials. Jagan es va escindir del Partit del Congrés i va assolir la direcció del partit que ja havien fundat abans uns altres escindits que li eren lleials.
Descripció de la bandera: formada per tres bandes vertical, la primera blava, la del mig blanca i la darrera verda. Al centre en un disc taronja la cara de Y.S. Rajasekhar Reddy amb diverses escenes en un disc més gran que rodeja el disc taronja; aquestes escenes inclouen: Aarogya Sree, Indiramma Housing, Jalayagnam, Pensions, Lliure reemborsament i altres. El blau simbolitza l'aigua, la joventut, la consciència i l'orgull dels dalits; el blanc vol dir pau; i el verd representa el lema Harithandhra Pradesh, poder de les minories i de l'esperit humanitari. El símbol electoral és el ventilador de sostre.

## Branques
La branca d'estudiants és la Yuvajana Sramika Rythu Students Union o YSR Students Union. La seva bandera és vertical, amb el primer quart del pal dividit en tres bandes de colors blau, blanc i verd, amb les lletres YSRSU de color safrà en vertical a la banda blanca; la resta de la bandera és blanca tenint l'escut de l'entitat sota el qual tres paraules en color safrà, en dues línies (a la primera les paraules en lletres majúscules són "service" i "justice", i a la segona, centrada, "success".
La branca de la Juventud és la YSR Youth Wing, i utilitza la mateixa bandera que el partit matriu i una bandera horitzontal blava, blanca i verda amb inscripcions en telugu a les tres, a dalt i baix blanques i al mig de color vermell.
La branca de dones és la YSR Mahila Wing i utilitza la mateixa bandera que el partit matriu.